# Становање (кратки филм)
„Становање” је југословенски и словеначки кратки филм из 1966. године. Режирао га је Звоне Синтич а сценарио је написао Јане Кавчич.

## Улоге
| Глумац        | Улога |
| ------------- | ----- |
| Марјан Краљ   |       |
| Али Ранер     |       |
| Љубица Виснар |       |